# Iballa
Iballa (em albanês: Iballë/Iballa) é uma comuna (em albanês:  komuna) da Albânia localizada no distrito de Puka, prefeitura de Escodra.